# AN/WLD-1 Remote Minehunting UUV System
AN/WLD-1 Remote Minehunting UUV System (RMS) jest zdalnie sterowanym amerykańskim systemem szybkiej i niezależnej od pozostałych systemów okrętu reakcji na zagrożenia dla jego bezpieczeństwa stwarzane przez miny morskie i zespoły min. Opracowany został m.in. dla okrętów Littoral Combat Ship, jako element wojny minowej (Mine Warfare - MIW).